# Chiesa del Santissimo Sacramento (Monsano)
La Chiesa del Santissimo Sacramento è un luogo di culto cattolico di Monsano, in provincia di Ancona e diocesi di Jesi; fa parte della zona pastorale di San Marcello-Santa Maria Nuova.
Sorge in Via Garibaldi, di fianco al borgo storico del paese, e rappresenta un bell'esempio della decorazione barocca-rococò della regione.

## Storia e descrizione

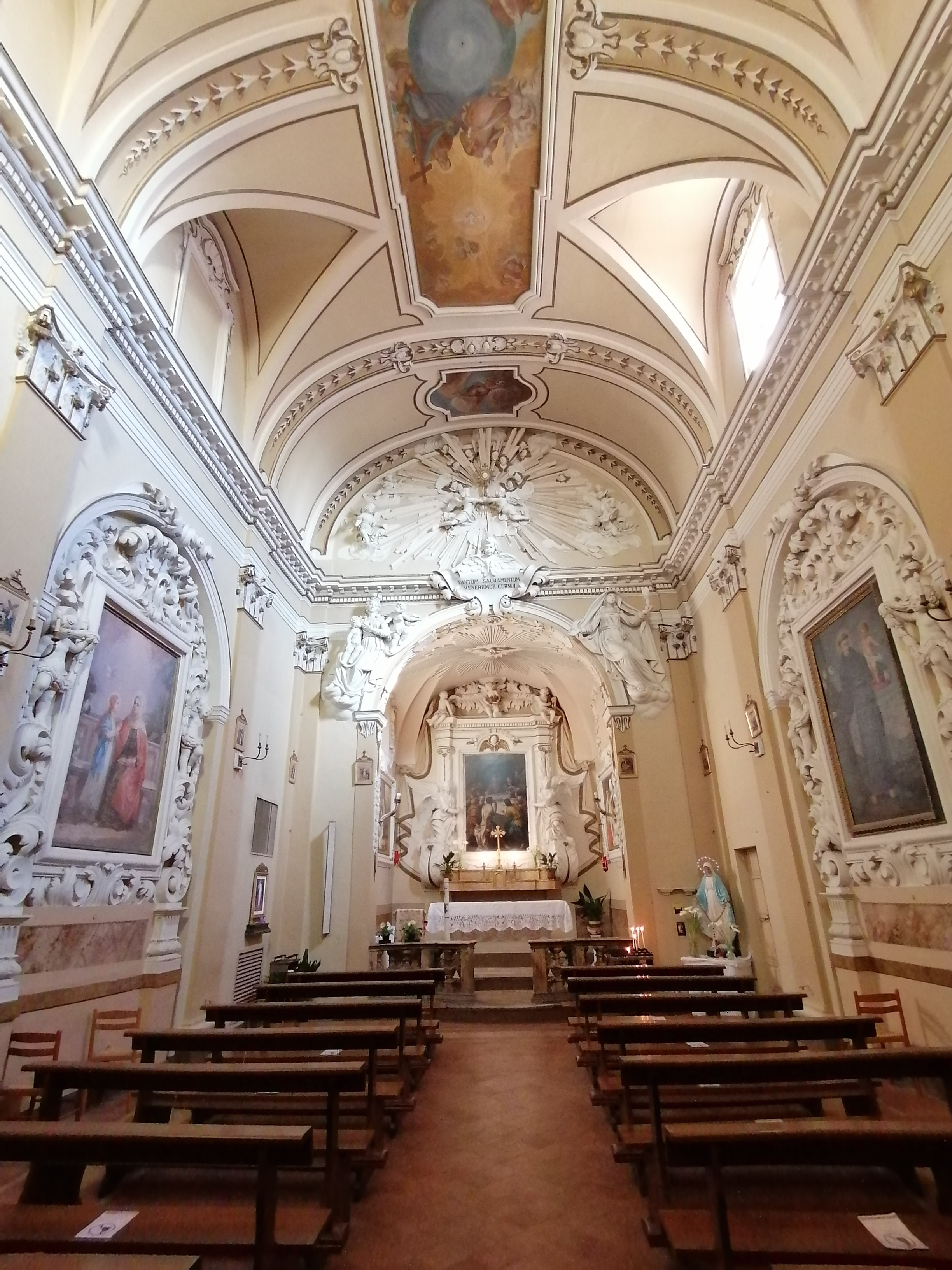
Veduta dell'interno.

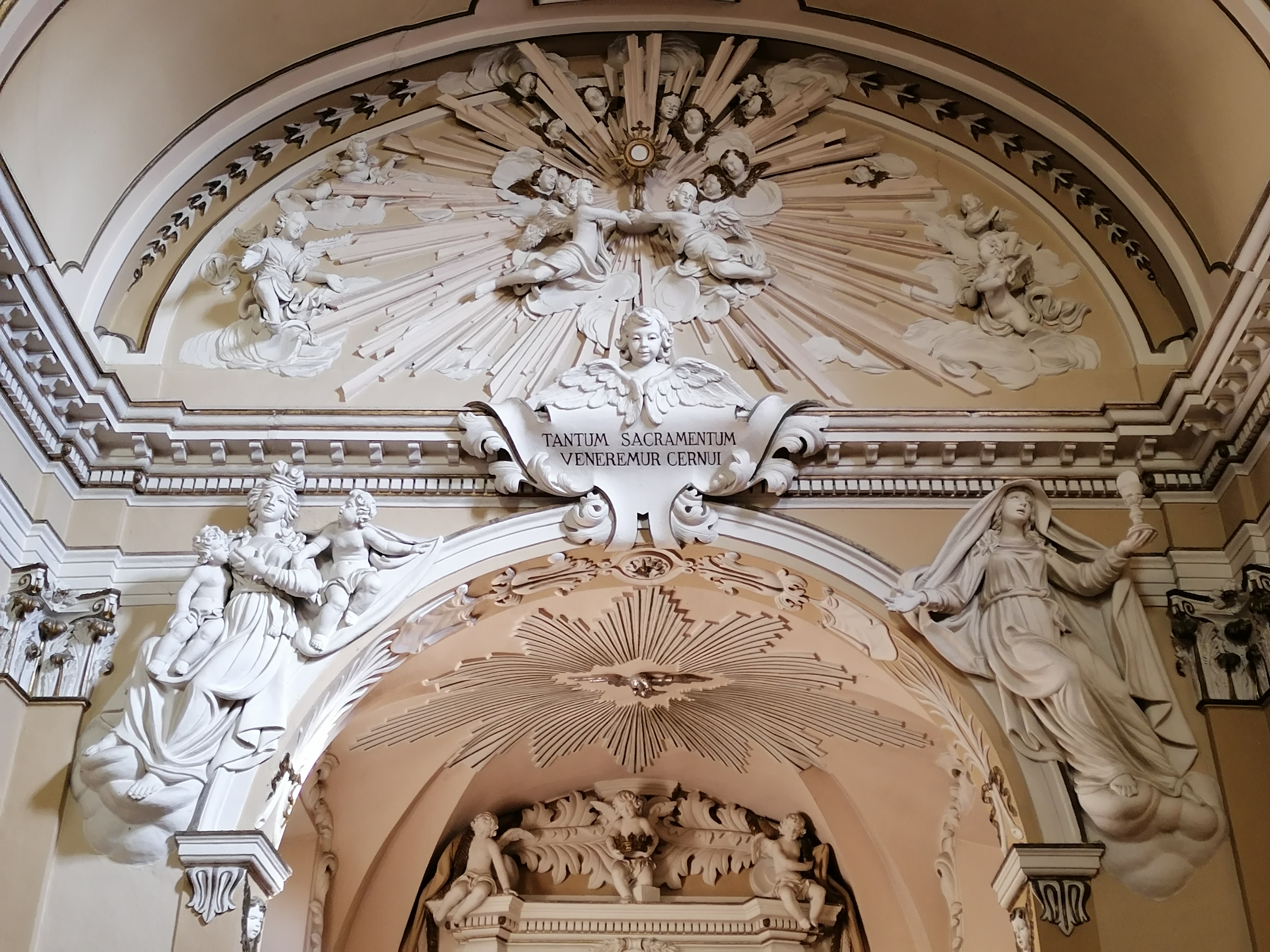
L'arco trionfale con gli stucchi della Fede e della Carità.

### Origini
Sembra che dal XIV secolo, in questo luogo, in prossimità delle mura, sorgesse una cappella votiva dedicata alla Madonna del Soccorso. In effetti edifici sacri venivano sovente eretti come baluardi di protezione, sia degli invasori che delle pestilenze, agli ingressi dei centri abitati.

### LaConfraternita del Santissimo Sacramento
All'inizio del XVI secolo si installa a Monsano la Confraternita del Santissimo Sacramento a cui viene affidata la gestione della cappella del Soccorso
. La confraternita iniziò subito la costruzione di una chiesa che dedicò all’Eucarestia. Dai libri delle Riformanze del comune di Monsano risulta che il 22 Ottobre 1589 la cura della chiesa è affidata ai Padri Apostolici, che si impegnano ad officiarla e tenervi due sacerdoti atti alla confessione.
Ma già nel 1592 gli Apostolici esprimono l’esigenza di rinnovare l’edificio. I lavori terminano nel 1598, e in seguito iniziarono il rifacimento del convento annesso.
1652 - 1652 (cambio Amministrazione intero bene)
L’opera pastorale degli apostolici, però, non seppe conquistare la fiducia della comunità monsanese. La chiesa passa così’ nel 1652 all’amministrazione commendataria del cardinale Pamphili per ritornare subito dopo di proprietà della confraternita d’origine che tuttora la detiene.

### La chiesa attuale settecentesca

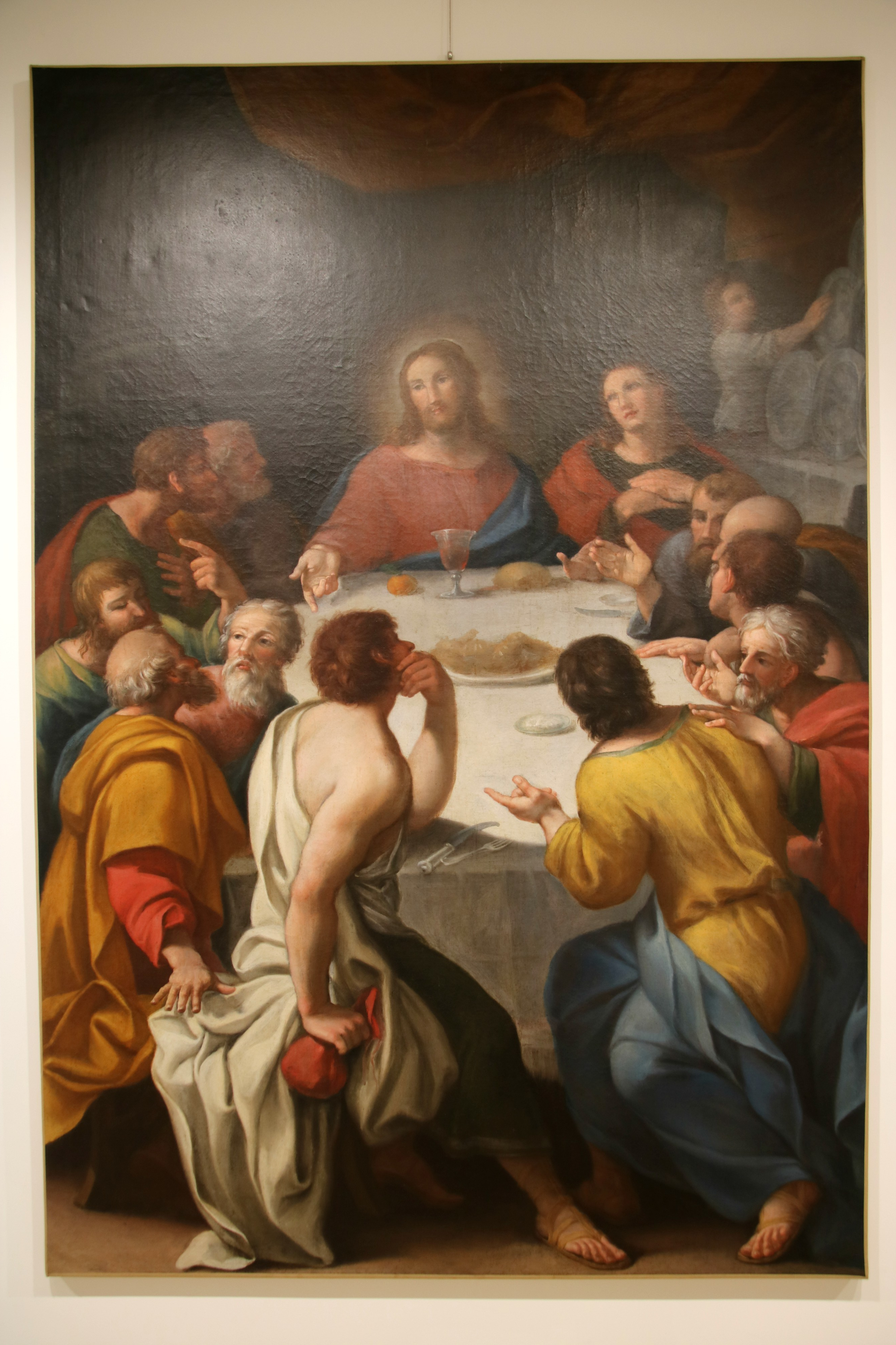
LUltima Cena dipinta nel 1736 da Domenico Luigi Valeri.

Con la visita pastorale del 12 Aprile 1698, il vescovo di Jesi Alessandro Fedeli rimarca la vetustà e mal costruzione dell'edificio. Cosi se ne decide l'imminente e totale ricostruzione. I lavori sono rapidissimi e già nel 1702 la nuova chiesa può essere consacrata, anche se non ancora terminata. Di semplice architettura, si presenta a navata unica larga circa 7 metri con abside quadrata che porta l'edificio a una lunghezza complessiva di 18,50 m.
Le vecchie decorazioni pittoriche andarono perdute, fra le quali in particolare la tavola dell'altar maggiore con la Madonna del Soccorso ritratta nel gesto di proteggere un bambino dalle insidie del demonio scacciato a bastonate.
Nel 1740, il vescovo Antonio Fonseca fece realizzare la volta, a coprire le capriate lignee, e la decorazione a stucchi rococò. Inoltre, a partire dal 1736, commissionò al pittore jesino Domenico Luigi Valeri le pale dell'Ultima Cena (220x148), per l'altar maggiore; la Crocifissione e la Visitazione per gli altari laterali.

### L'Organo
Nella metà del XVIII secolo è anche l’organo, opera di Giuseppe Attili di Ortezzano (1692-1779), poi aggiornato dal Cioccolani nel 1828. Il prospetto ligneo, a tre campate con profilo piatto, è decorato da paraste con capitello ionico. L’organo è composto da 23 canne di stagno trattenute da tre listelli. Ai piedi del Principale sono presenti 45 canne dei tromboncini disposte in cinque cuspidi. I 45 tasti, con prima ottava corta, sono in basso con frontalini intagliati a chiocciola e tasti cromatici dipinti di nero a doppia rigatura.